# Zeugophora javana
Zeugophora javana is een keversoort uit de familie halstandhaantjes (Megalopodidae). De wetenschappelijke naam van de soort werd in 1992 gepubliceerd door Reid.